# 浦和競馬場
浦和競馬場（日语：浦和競馬場）是位於日本埼玉縣埼玉市南區的競馬場。此競馬場由埼玉縣浦和競馬組合管理，可容納30,000名觀衆。神奈川縣川崎市川崎區的川崎競馬場、千葉縣船橋市的船橋競馬場及東京都品川區的大井競馬場共同組成南關東公營競馬，並納入南關東分級賽系統之中。

## 歷史
1940年，埼玉縣春日部市建立粕壁競馬場，為埼玉縣內賽馬運動之開端。
1947年10月5日，浦和競馬場於埼玉縣浦和市（今埼玉市）浦和紀念公園落成，承接同年關閉之粕壁競馬場的業務。

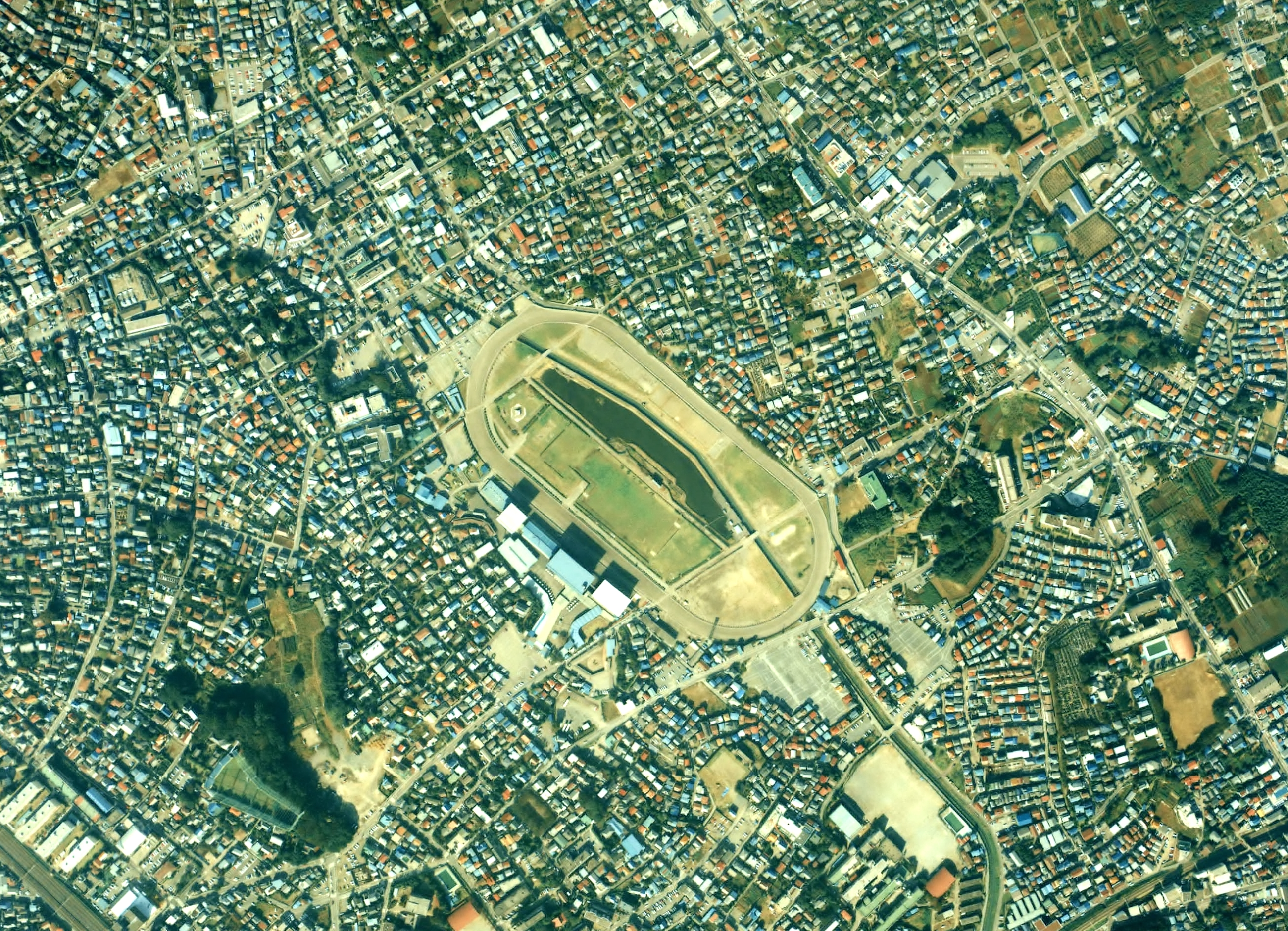
浦和競馬場鳥瞰圖，攝於1989年

1948年4月19日，正式舉行賽事。

## 跑道
泥地跑道全長1200米，闊度16.5米（對面直路）或24米（直路），直路220米。

### 賽事距離
泥地賽道：800米、1300米、1400米、1500米、1600米、1900米、2000米

### 賽道記錄
| 距離   | 時間   | 馬匹           | 性齡 | 負重 | 騎師     | 練馬師     | 紀錄創造日 | 賽事級別   | 賽事名稱   |
| ------ | ------ | -------------- | ---- | ---- | -------- | ---------- | ---------- | ---------- | ---------- |
| 800米  | 0:46.3 | Copano Carrie  | 雌4  | 54   | 町田直希 | 工藤伸輔   | 4/6/2021   |            | 疾驅特別   |
| 1300米 | 1:20.6 | Grand Prix Kun | 雄3  | 54   | 石崎隆之 | 野口孝     | 15/10/1996 |            | 秋駒特別   |
| 1400米 | 1:23.2 | Shaml          | 雄7  | 57   | 川須榮彥 | 松下武士   | 25/6/2025  | JpnI       | 埼玉盃     |
| 1500米 | 1:32.1 | North Dandy    | 雄4  | 58   | 左海誠二 | 林正人     | 1/7/2009   | 南關東SIII | 黃金盃     |
| 1600米 | 1:37.9 | Intelli Power  | 雄4  | 57   | 張田京   | 秋山重美   | 20/4/1999  |            | 卯月特別   |
| 1900米 | 1:57.0 | Taiko Legend   | 雄5  | 54   | 的場文男 | 高橋三郎   | 3/5/2001   | 南關東G3   | 埼玉電視盃 |
| 2000米 | 2:04.1 | 京都城         | 雄6  | 55   | 松永幹夫 | 中尾謙太郎 | 3/12/1997  | 地方GII    | 浦和紀念   |

## 交通
由東日本旅客鐵道南浦和站或浦和站徒步15分鐘。由東日本東日本旅客鐵道南浦和站乘搭國際興業巴士於浦和競馬場巴士站下車。
在賽事舉行期間，亦會有免費接駁巴士來往競馬場和東日本旅客鐵道南浦和站。

## 主要賽事

### 日本一級賽
埼玉盃（さきたま杯），泥地1400米，3歲或以上。

#### 由各競馬場輪流舉辦之賽事
日本育馬場盃經典賽（JBCクラシック），泥地2000米，3歲或以上，2019年舉辦。
日本育馬場盃雌馬經典賽（JBCレディスクラシック），泥地1400米，3歲或以上雌馬，2019年舉辦。
日本育馬場盃短途賽（JBCスプリント），泥地1400米，3歲或以上，2019年舉辦

### 日本二級賽
浦和紀念（浦和記念），泥地2000米，3歲或以上。

### 日本三級賽
埼玉電視盃橢圓短途錦標（テレ玉杯オーバルスプリント），泥地1400米，3歲或以上。

### 南關東一級賽
櫻花賞（桜花賞），泥地1500米，3歲地方所屬雌馬。
黃金盃（ゴールドカップ），泥地1400米，3歲或以上南關東所屬馬。

### 南關東二級賽
少女峰賞（ユングフラウ賞），泥地1400米，3歲南關東所屬雌馬。

### 南關東三級賽
新秀夏季盃（ルーキーズサマーカップ），泥地1400米，2歲南關東所屬馬。
新年盃（ニューイヤーカッピ），泥地1500米，3歲南關東所屬馬。
埼玉新聞榮冠賞（埼玉新聞栄冠賞），泥地2000米，3歲或以上南關東所屬馬。
白鷺賞（しらさぎ賞），泥地1400米，4歲或以上地方所屬雌馬。
鉑金盃（プナチナカップ），泥地1400米，3歲或以上南關東所屬馬。

#### 由各競馬場輪流舉辦之賽事
東日本未來之星賞（ネクストスター東日本），3歲地方所屬馬，計劃舉辦但未知年份。

## 外部連結
- 维基共享资源上的相關多媒體資源：浦和競馬場
- 埼玉縣浦和競馬組合 （页面存档备份，存于）

35°51′28.1″N 139°40′13.4″E / 35.857806°N 139.670389°E